# Médecine spatiale

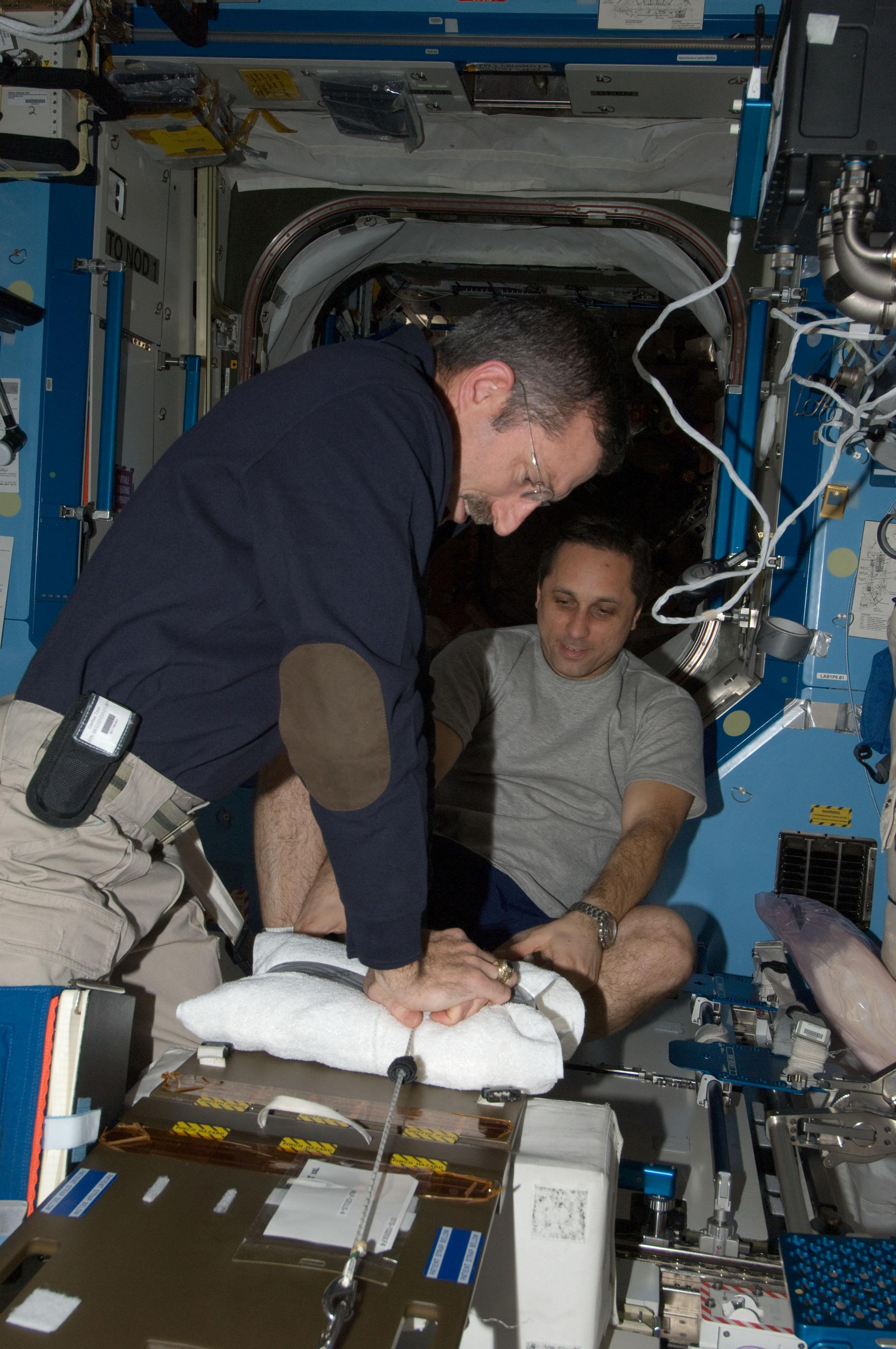
L'astronaute de la NASA Dan Burbank (au fond) et le cosmonaute russe Anton Shkaplerov, participant à l'unité de soins de santé de l'équipage (Crew Health Care System CHeCS).

La médecine spatiale est une branche de la médecine concernée par la santé de l'homme dans l'espace.
Les spécialistes de la médecine spatiale s'intéressent aux effets d'un vol sur le corps humain, au même titre que les spécialistes de la médecine aéronautique, mais hors de l’atmosphère deux problèmes supplémentaires se posent : l'impesanteur et le niveau élevé des radiations cosmiques auxquels sont soumis les astronautes.

## Historique
Le docteur Hubertus Strughold est considéré comme le « Père de la médecine spatiale ». Physiologiste, chercheur et chef de l'Institut de la Luftwaffe pour la médecine aéronautique à Berlin, Il participe aux expérimentations médicales nazies avant d'être exfiltré vers les États-Unis grâce à l'opération Paperclip. Il invente le terme médecine spatiale en 1948 alors qu'il est professeur à la School of Aviation Medicine (SAM) de la Randolph Air Force Base au Texas.

## Domaines
- Adaptation humaine à l'espace
- Médecine opérationnelle dans l'espace ; la prise en charge de certaines urgences médicales peut différer notablement des recommandations en vigueur sur Terre. C'est notamment le cas du  massage cardiaque, dont la mise en œuvre standard au sol se heurte au principe d'action-réaction[3]. Les astronautes apprennent à pratiquer plusieurs gestes médicaux de base en apesanteur[4].
- Expériences de physiologie dans l'espace ou dans des modèles de simulation de l'impesanteur : immersion sèche[5] (volontaire immergé dans l'eau et isolé de l'eau par une fine pellicule de matériau isolant), alitement anti-orthostatique de longue durée, ou alitement prolongé tête déclive (méthode appelée « head-down bed-rest », c'est-à-dire repos au lit (en), la tête plus basse)